# Chiastophyllum
Chiastophyllum là một chi thực vật có hoa trong họ Crassulaceae.